# Loxosomella marsypos
Loxosomella marsypos är en bägardjursart som beskrevs av Nielsen och Ryland 1961. Loxosomella marsypos ingår i släktet Loxosomella och familjen Loxosomatidae. Arten är reproducerande i Sverige. Inga underarter finns listade i Catalogue of Life.